# César Molinero
César Molinero Santamaría (Burgos, 26 de abril de 1930-Barcelona, 15 de diciembre de 2014) fue un jurista, escritor y periodista español.

## Biografía
Obtuvo el título de periodista en 1951, en la Escuela Oficial de Periodismo de Barcelona. Durante diez años fue redactor jefe de La Mañana, de Lérida. Se licenció en Derecho en la Universidad de Barcelona en junio de 1955. Seis años después, entró a formar parte de la redacción de La Vanguardia, en la que, poco más tarde, fue nombrado redactor jefe de información local y regional.
Desempeñó el cargo de Delegado de Servicios Municipales y Cooperación Metropolitana en el Ayuntamiento de Barcelona cuyo Alcalde era Enrique Masó entre los años 1973 y 1975.
Tomó posesión del cargo de nuevo director del vespertino barcelonés Tele/eXprés el 4 de noviembre de 1976, en el curso de un acto presidido por Carlos Godó Valls, Conde de Godó.
Se doctoró en Derecho por la Universidad de Barcelona en el año 1967 con una tesis sobre la "policía de la prensa", obteniendo la máxima calificación de "sobresaliente cum laude". Ejerció la profesión de abogado especializado en Derecho Administrativo, siendo socio del Bufete Brugueras, García-Bragado, Molinero y Asociados de Barcelona, siguiendo la tradición del Bufete Bertrán y Musitu, fundado por el exministro de Justicia, José Bertrán y Musitu en 1898. Estuvo colegiado en los Ilustres Colegios de Abogados de Madrid y Barcelona.
Fue profesor de "Régimen jurídico de la prensa" en la Escuela de Periodismo de Barcelona durante los años 1963 a 1973 y profesor titular de la Facultad de Ciencias de la Información, que luego se pasó a llamar Ciencias de la Comunicación de la Universidad Autónoma de Barcelona durante treinta años (1971 a 2000). Impartió la asignatura "Derecho de la Información" y "Libertades públicas", que se cursaba en el último año de carrera (5º curso). Fue miembro de la Association Internationale d´Experts Scientifiques du Tourisme. Medalla al Mérito Turístico.

## Obras publicadas
- La intervención del Estado en la Prensa. Dopesa. 1971, ISBN 9788472351158
- La información y los derechos personales. Dirosa. 1977, ISBN 9788473580373
- Libertad de expresión privada, Asesoría Técnica de Ediciones, 1981, ISBN 9788474422566
- Teoría y Fuentes del Derecho de la Información, PPU. Promociones y Publicaciones Universitarias, S.A. 1990, ISBN 9788476655238
- Teoría y Fuentes del Derecho de la Información, Ediciones Universitarias de Barcelona, S.L. (EUB). 1996, ISBN 9788489607194
- Memorias de un periodista y de un lector paciente (1948-2011), Milenio. 2011, ISBN 9788497434683